# Wii Play
Wii Play (japanischer Originaltitel はじめてのWii,  Hajimete no Wii, deutsch etwa: „Zum ersten Mal Wii“) ist eine Minispielsammlung für Nintendos Spielkonsole Wii. In Europa, Australien und Japan wurde Wii Play am selben Tag wie die Konsole veröffentlicht. In den USA wurde es im Februar 2007 veröffentlicht. Es wurde im Bündel mit einer Wii-Fernbedienung verkauft und soll zum Erlernen des Umganges mit der Fernbedienung dienen. Das Spiel unterstützt die Mii-Funktion, wodurch man mit seinen eigenen Mii-Avataren spielen kann.
Laut der NPD Group war Wii Play im Zeitraum 1995 bis 2009 das in den USA am meisten verkaufte Videospiel (PC-Spiele ausgenommen). Außerdem ist es mit über 28 Millionen verkauften Einheiten das fünfterfolgreichste Wii-Spiel. Der Nachfolger Wii Play: Motion erschien 2011 ebenfalls für die Wii.

## Inhalt

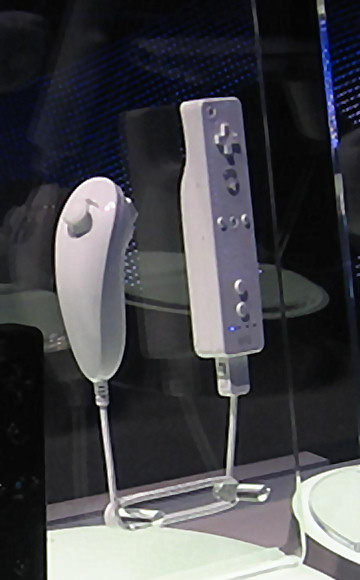
Nunchuk (links) und Wii-Fernbedienung

Wii Play besteht aus neun Minispielen (im Spiel auch Stufe genannt), die man allein oder zu zweit spielen kann. Beim ersten Start des Spieles ist nur eines dieser Minispiele verfügbar. Nachdem man ein solches gespielt hat, wird ein weiteres freigeschaltet (unabhängig vom Erfolg), bis alle neun freigeschaltet sind. Im Einzelspielermodus kann man für jedes Minispiel einen Award (Bronze-, Silber-, Gold- und Platin-Award) erhalten, der unter dem jeweiligen Mii gespeichert wird. Dabei erhält man eine Nachricht im Wii-Menü mit Angabe eines Ranges, der für das Minispiel spezifisch ist. Bei Panzerkiste gibt es zum Beispiel einen Rang „Gefreiter erster Klasse“. Es gibt folgende Minispiele:
SchützenfestHier geht es darum, Gegenstände in einem Kornfeld abzuschießen. Es gibt fünf Runden.
Mii-GewimmelHier laufen Mii-Avatare herum und man muss z. B. Zwillinge oder nicht passende Miis innerhalb der Zeit finden.
TischtennisEine Tischtennis-Simulation, in der man gegen einen Computergegner antritt.
Mii-PosenspielDie Mii-Avatare können drei unterschiedliche Posen haben, die man schnell wählen muss und den Mii dann in die richtige Stelle bewegen muss. Die Stelle, in der der Mii gesetzt werden muss, ist eine Blase; die Blasen fliegen durch den Bildschirm und dürfen nicht im Wasser landen.
Laser HockeyEine Air-Hockey-Simulation, in der man, wie auch bei Tischtennis, gegen einen Computergegner antritt.
BillardDies ist eine Billard-Simulation.
AngelnHier muss man Fische angeln, die unterschiedliche Punktzahlen bringen. Es gibt einen Bonus-Fisch, der die doppelte Punktzahl bringt.
Wilde KuhDies ist ein Rennspiel. Eine Kuh wird über ein Feld gesteuert und muss dabei die Vogelscheuchen umlaufen, um Punkte zu bekommen.
PanzerkisteHier muss man als Kampfpanzer andere Panzer beschießen und kann Landminen legen. Wahlweise kann das Spiel auch mit dem Nunchuk gespielt werden. Das Spiel erstreckt sich anfangs über 20 Missionen. Hat man diese beendet, kann man daraufhin bis zur 100. Mission spielen. Es gibt unterschiedliche Arten von Feindpanzern. Man startet das Spiel mit drei Leben und nach jeweils fünf Missionen bekommt man einen zusätzlichen Versuch gutgeschrieben.

## Name
Der Name des Spiels ist ein Wortspiel, da sich Wii Play anhört wie das Englische we play, was übersetzt wir spielen heißt.

## Reviews
- Metascore: 58/100[7]
- 4Players: 45 %[8]
- Offizielles Nintendo-Magazin: 91 %
- Wii-Magazin: 70 %